# Liliombogár
A liliombogár (Lilioceris lilii) a rovarok (Insecta) osztályának a bogarak (Coleoptera) rendjébe, ezen belül a mindenevő bogarak (Polyphaga) alrendjébe és a levélbogárfélék (Chrysomelidae) családjába tartozó faj.

## Előfordulása
A feketefejű liliombogár Európában, Szibériában és Észak-Afrikában szigetszerű foltokban fordul elő. Általában nem gyakori, de termesztett növényeken olykor káros mennyiségben felszaporodik.

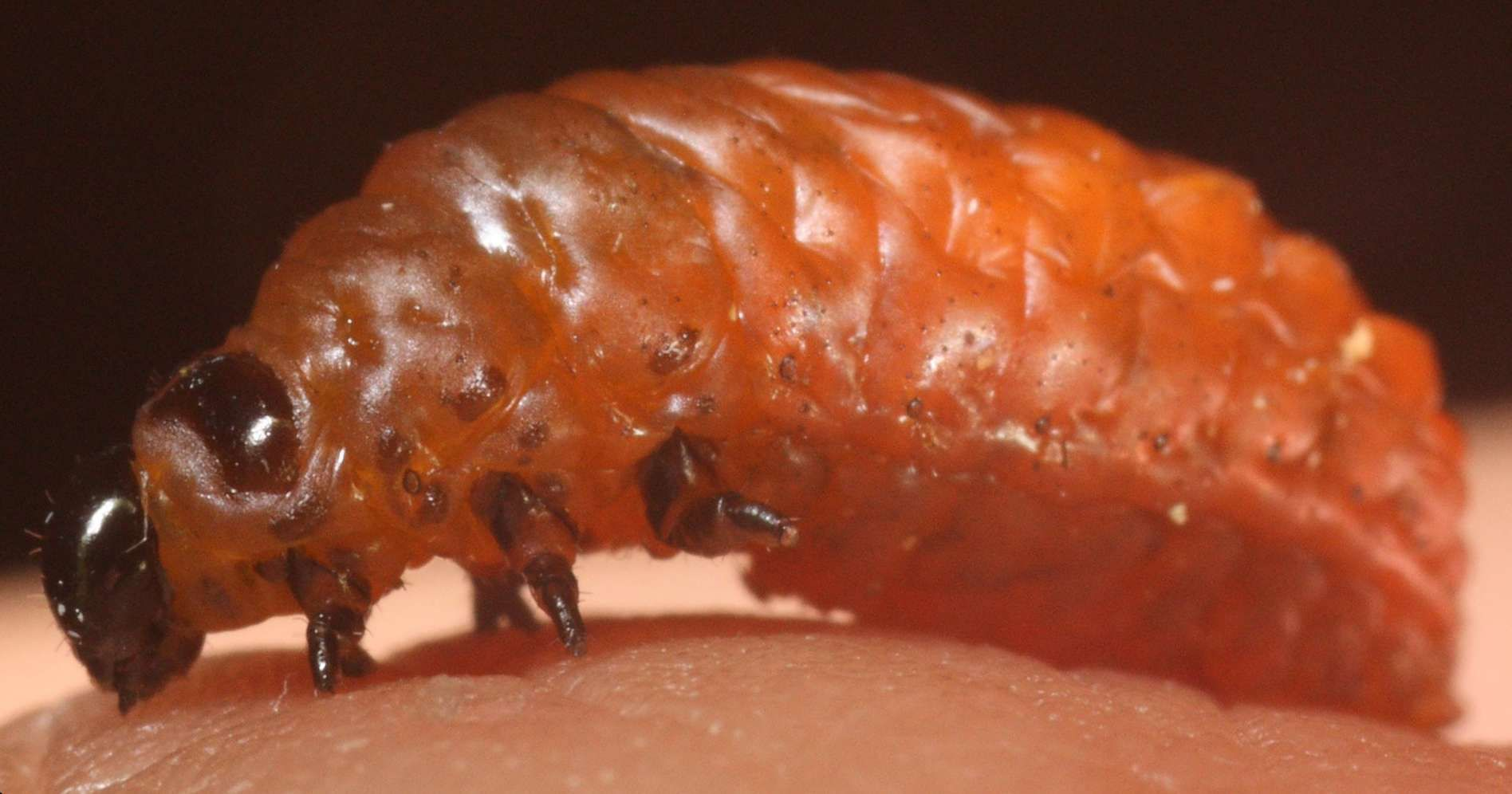
Lárva

## Megjelenése
A liliombogár 6-8 milliméter hosszú. Az előtor háta és szárnyfedői többé-kevésbé élénk cinóbervörös vagy vörösesbarna színűek, feje, lábai és alul a teste fekete.

## Életmódja
A liliombogár nedves rétek, vízpartok, kertek és parkok lakója. A rovar növényekkel táplálkozik. Mind a bogarak, mind a lárvák liliomféléken (Liliaceae) élnek.

## Szaporodása
A bogarak áprilistól június végéig császárkoronán, gyöngyvirágon, liliomon és hagymán élnek, ahol párosodnak, és lerakják petéiket. Három hónapos fejlődés után a lárvák bebábozódnak. A bábból szeptemberben kibújó bogarak telelőhelyükre húzódnak. A lárvák nyálkás, védelmező ürülékburokkal veszik magukat körül, ezáltal a rovarevő énekesmadarak számára élvezhetetlenné válnak.

## Rokon fajok
Közeli rokon fajok a hagymabogár (Lilioceris merdigera) és a közönséges spárgabogár (Crioceris asparagi).